# Tanacetum
- Commons
- Wikispecies

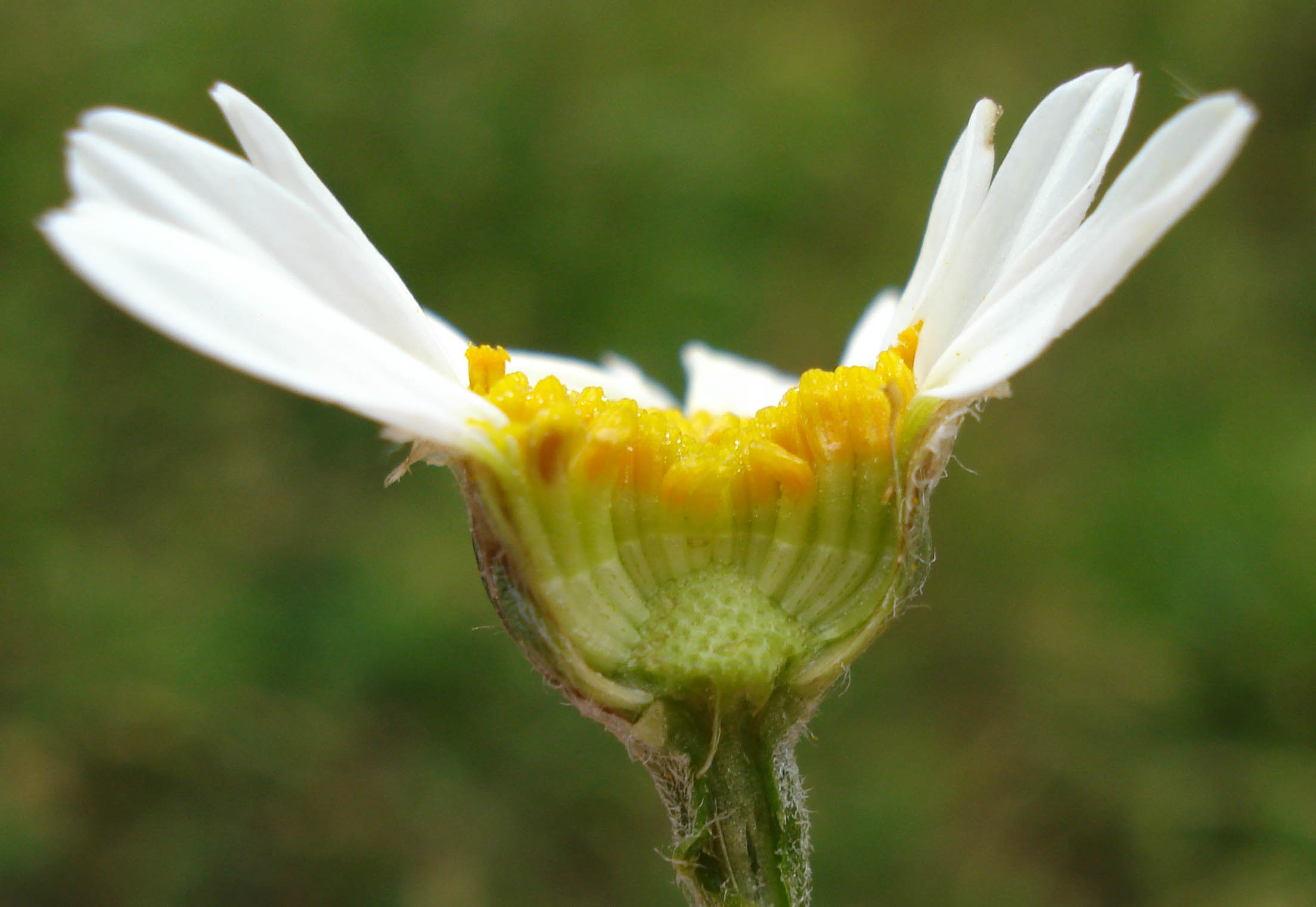
Tanacetum corymbosum.

Tanacetum é um género botânico pertencente à família das Asteráceas.

## Etimologia
O nome genérico, Tanacetum, provém do latim medieval tanazita que por sua vez provém do grego antigo athanasia, que significa «imortal» ou «duradouro», por alusão à longa duração da inflorescência das plantas deste género.

## Espécies
Aproximadamente 70 Espécies, incluindo:
- Tanacetum abrotanifolium
- Tanacetum achilleifolium
- Tanacetum argenteum
- Tanacetum atkinsonii
- Tanacetum balsamita
- Tanacetum bipinnatum
- Tanacetum camphoratum
- Tanacetum cinerariifolium
- Tanacetum coccineum
- Tanacetum compactum
- Tanacetum corymbosum
- Tanacetum densum
- Tanacetum douglasi
- Tanacetum ferulaceum
- Tanacetum haradjanii
- Tanacetum huronense
- Tanacetum macrophyllum
- Tanacetum nuttallii
- Tanacetum parthenifolium
- Tanacetum parthenium
- Tanacetum potentilloides
- Tanacetum poteriifolium
- Tanacetum praeteritium
- Tanacetum procreatrix
- Tanacetum ptarmiciflorum
- Tanacetum vulgare - Catinga-de-mulata

## Galerie

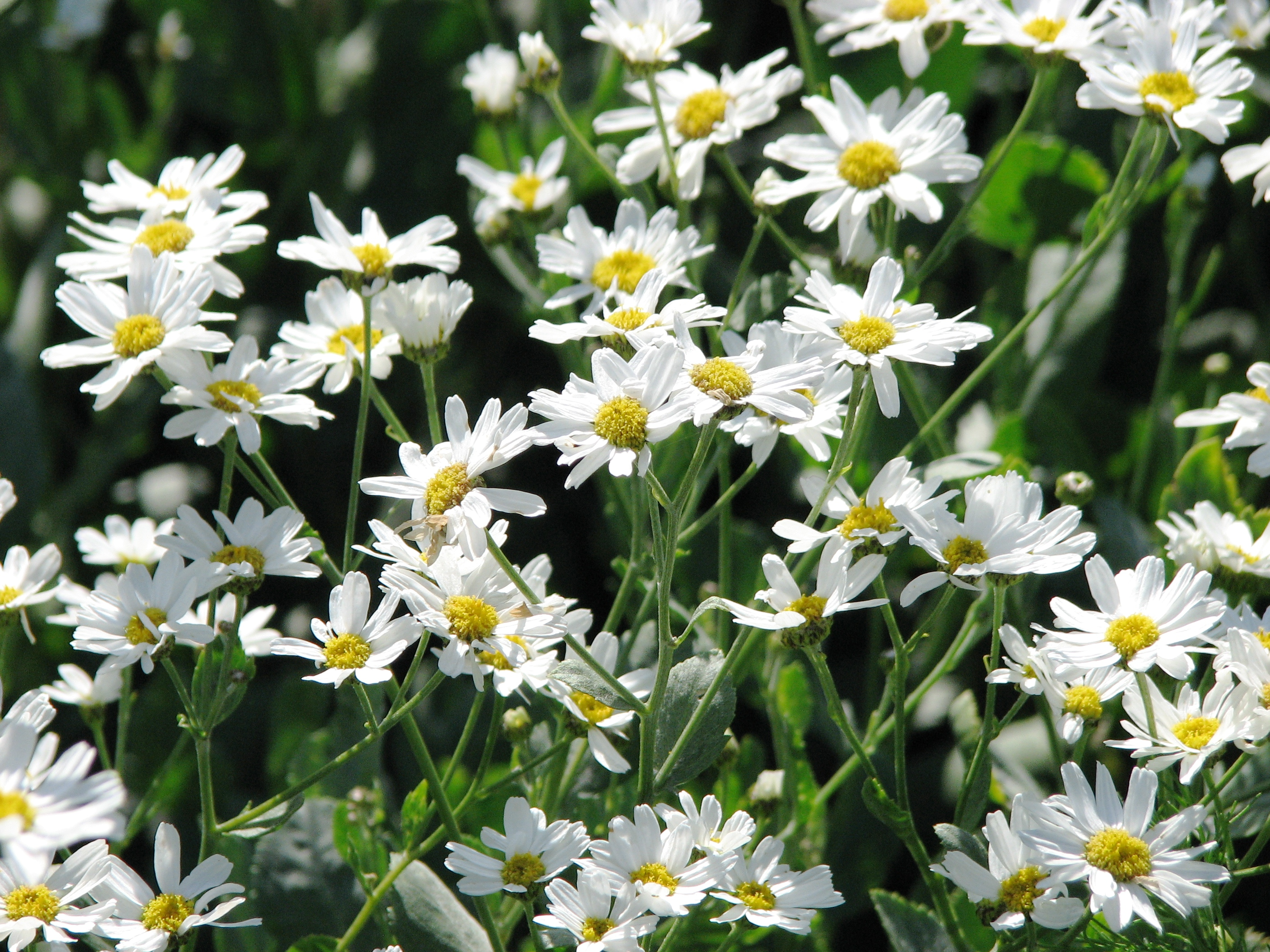
Tanacetum balsamita
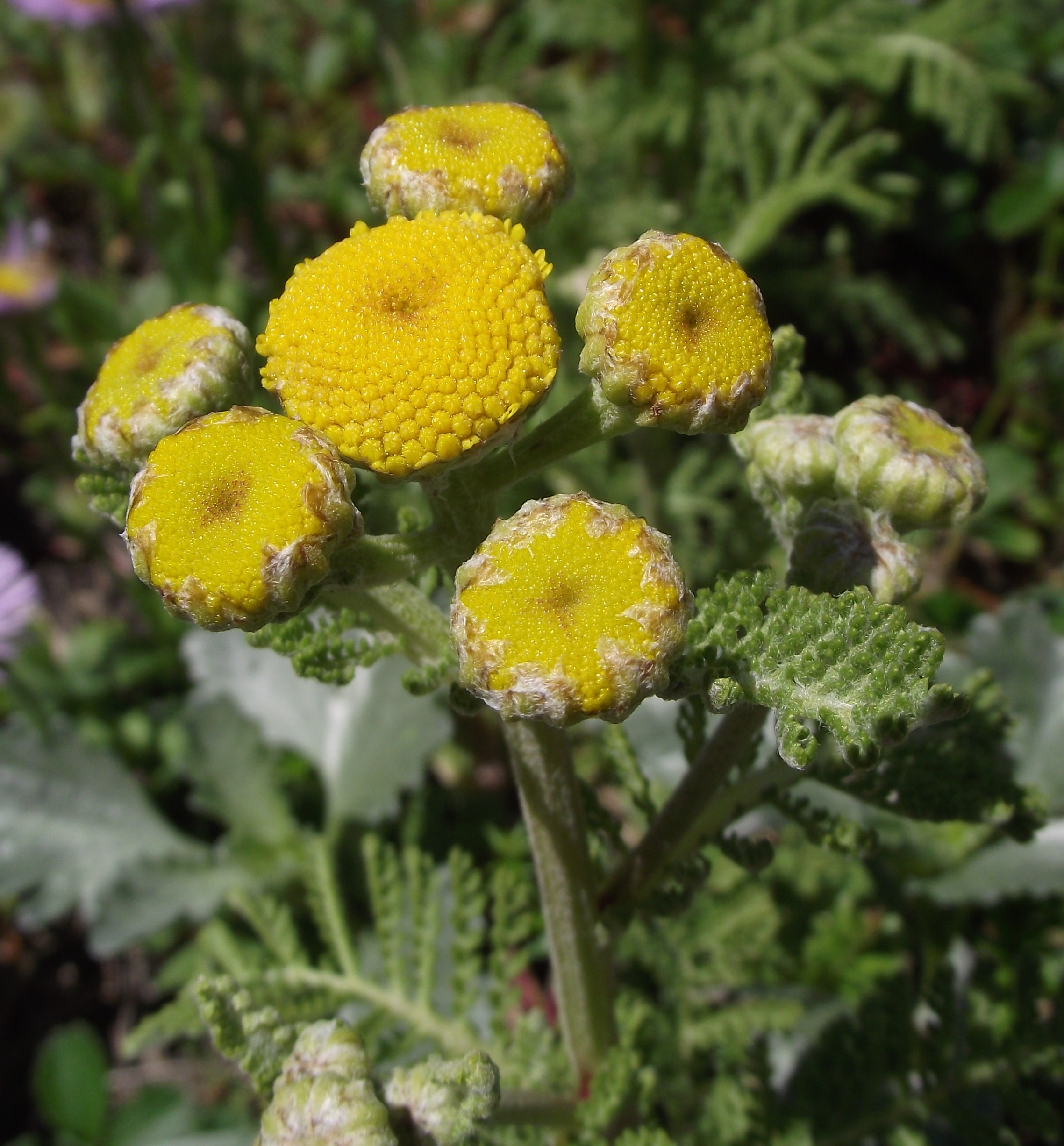
Tanacetum camphoratum
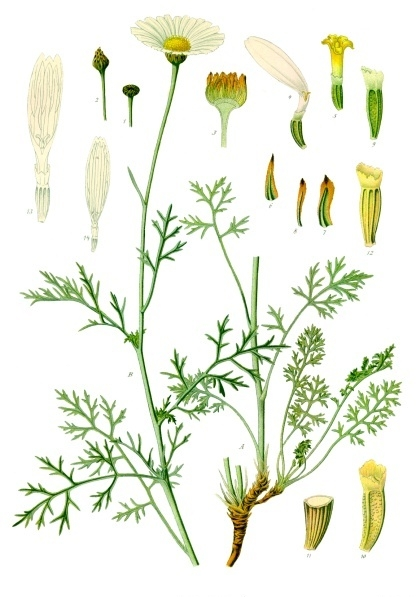
Tanacetum cinerariifolium
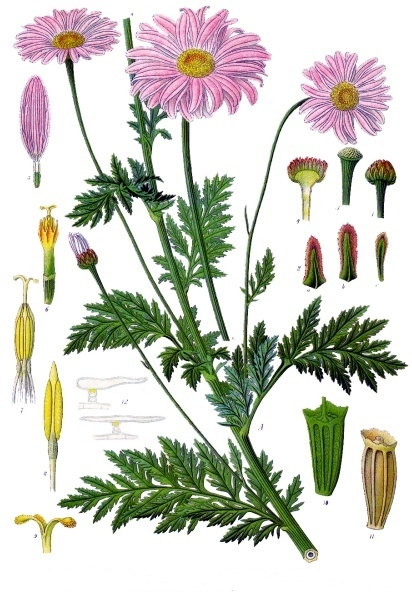
Tanacetum coccineum
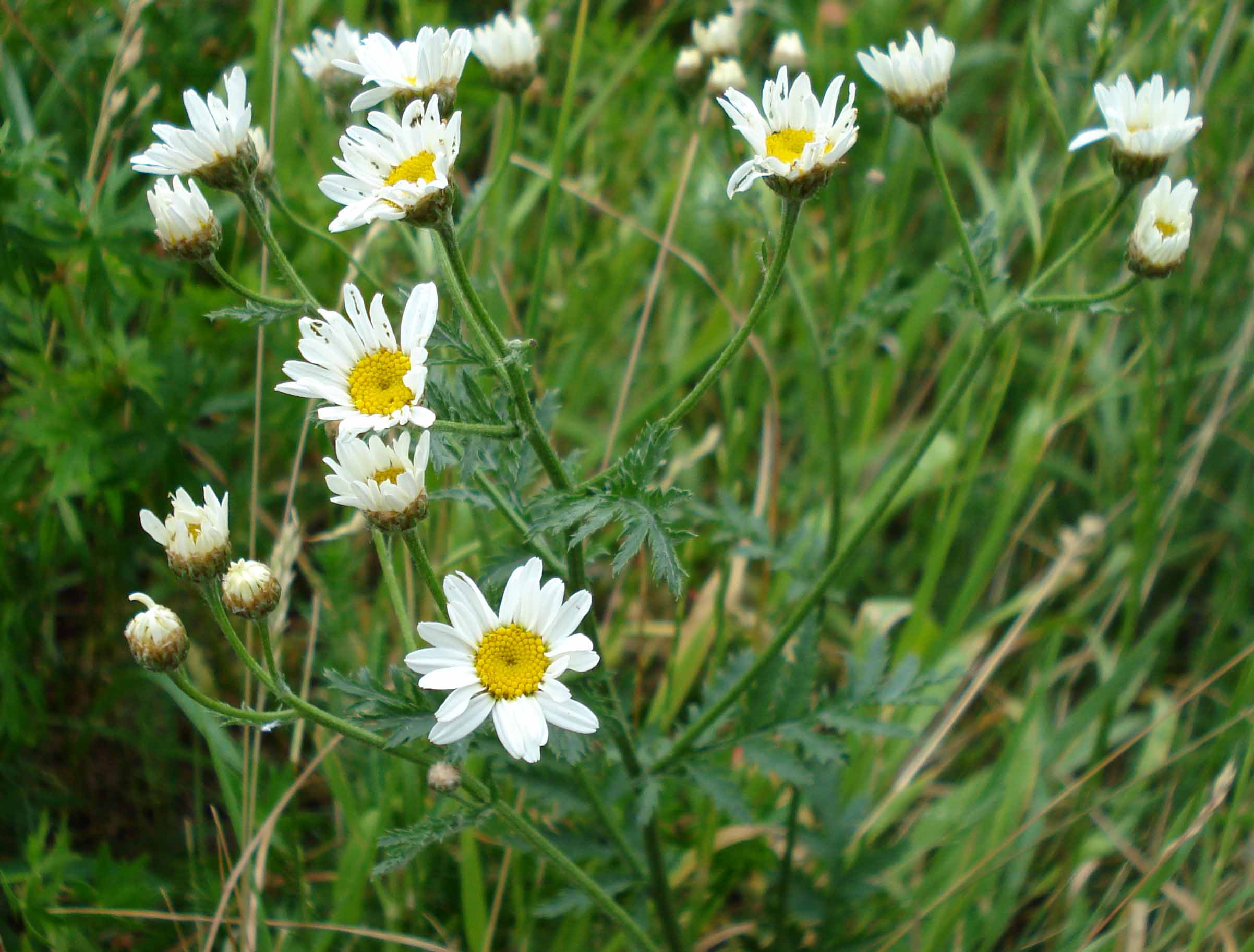
Tanacetum corymbosum
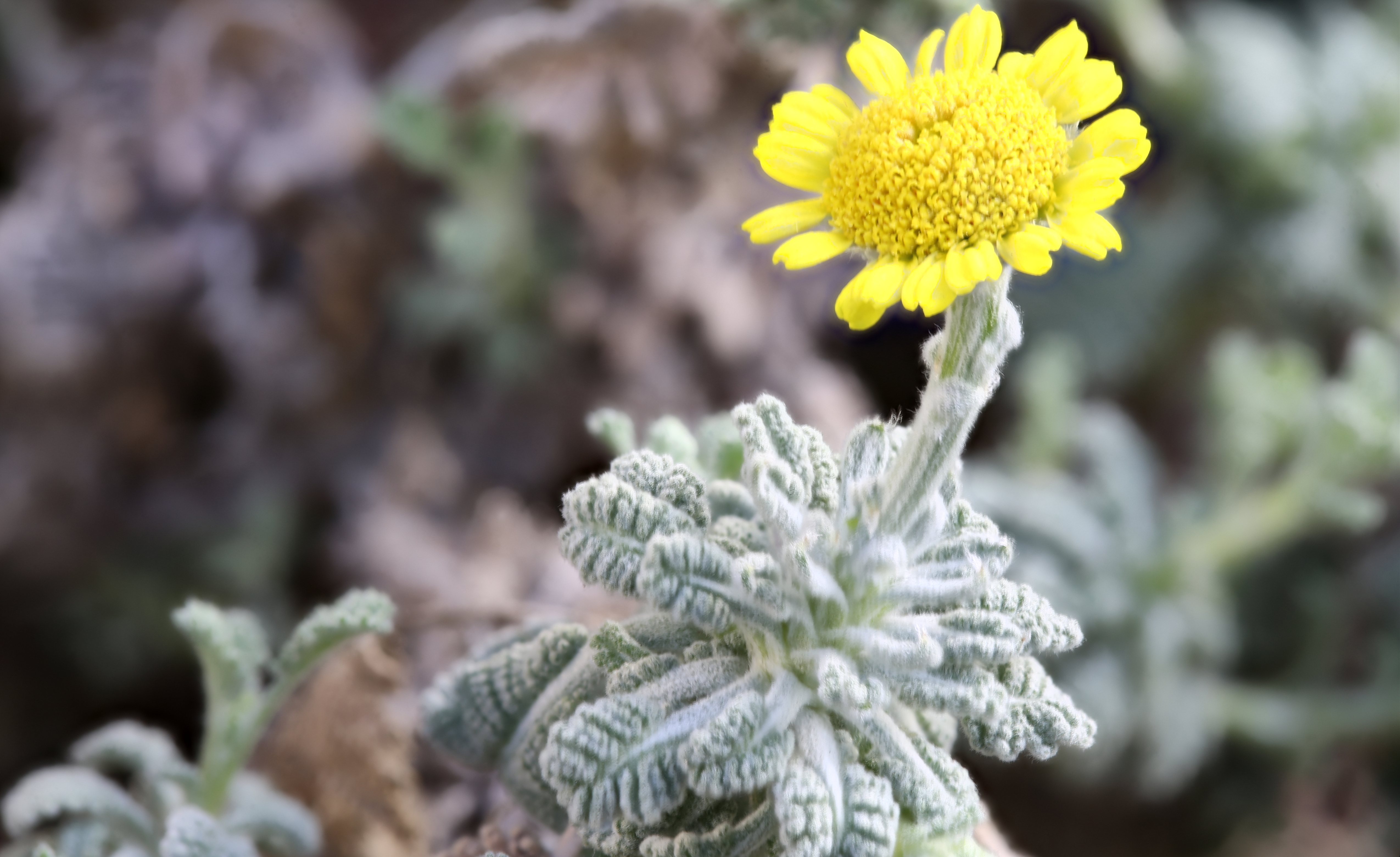
Tanacetum densum
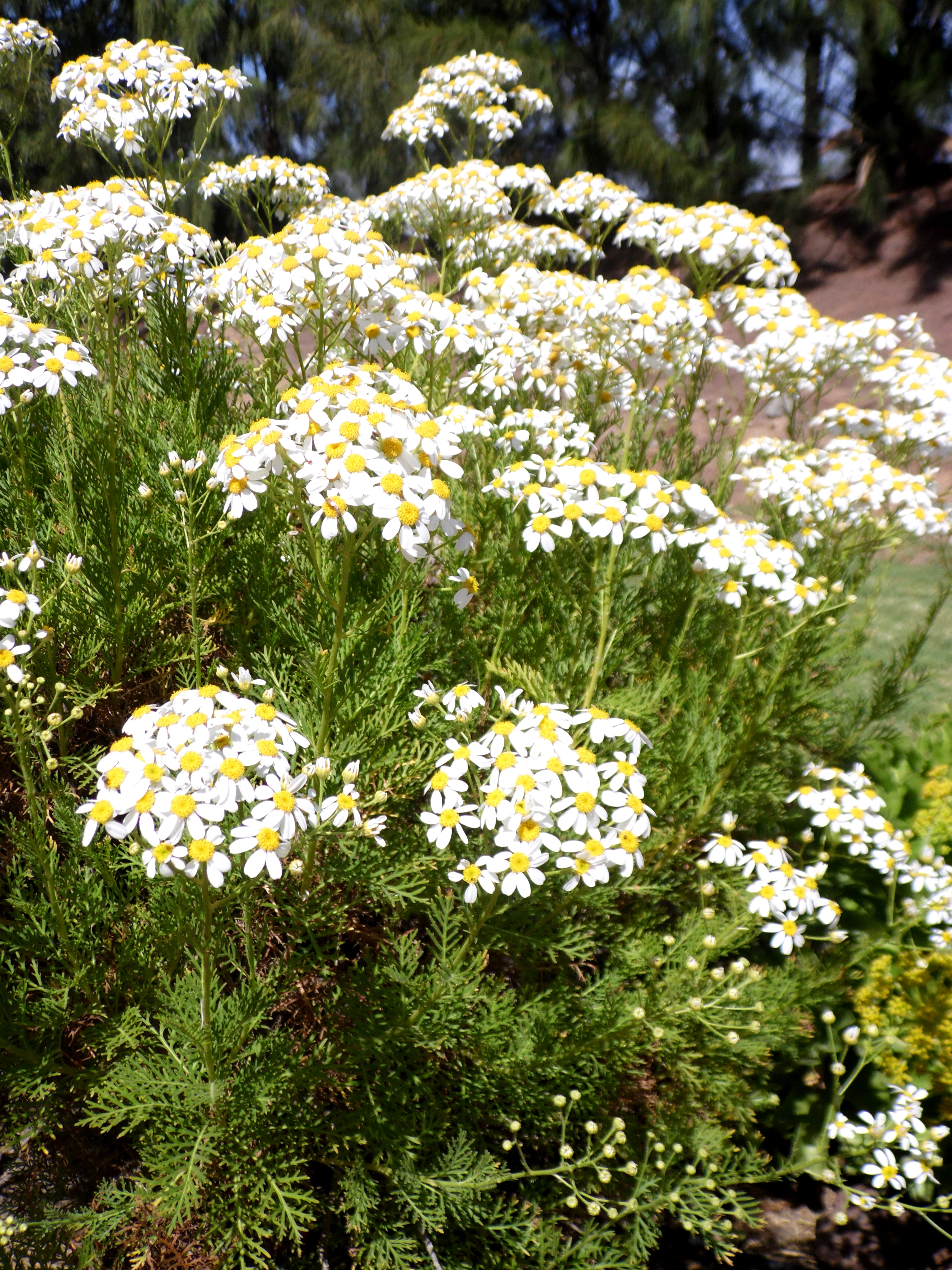
Tanacetum ferulaceum
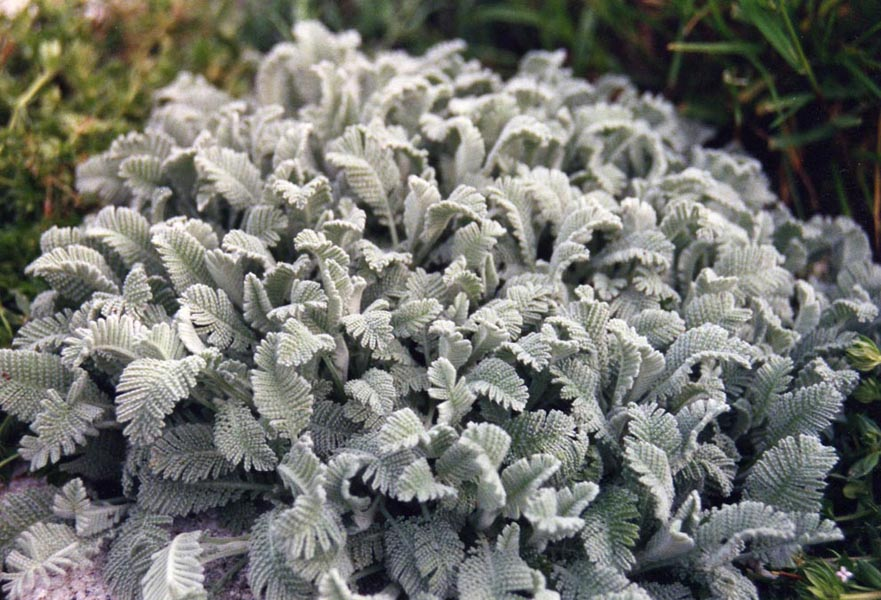
Tanacetum haradjanii
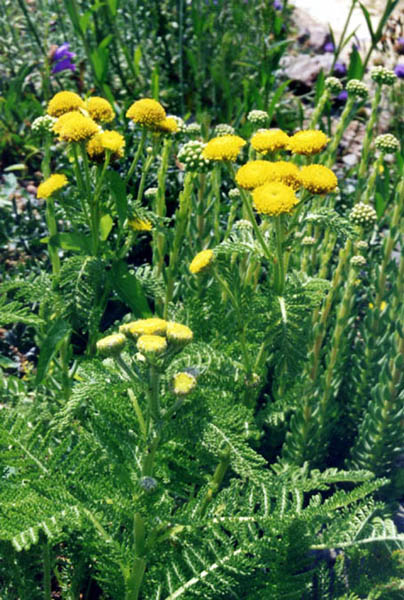
Tanacetum huronense
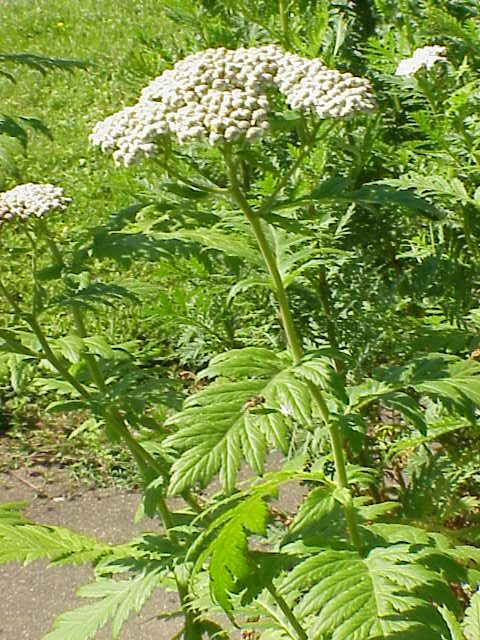
Tanacetum macrophyllum
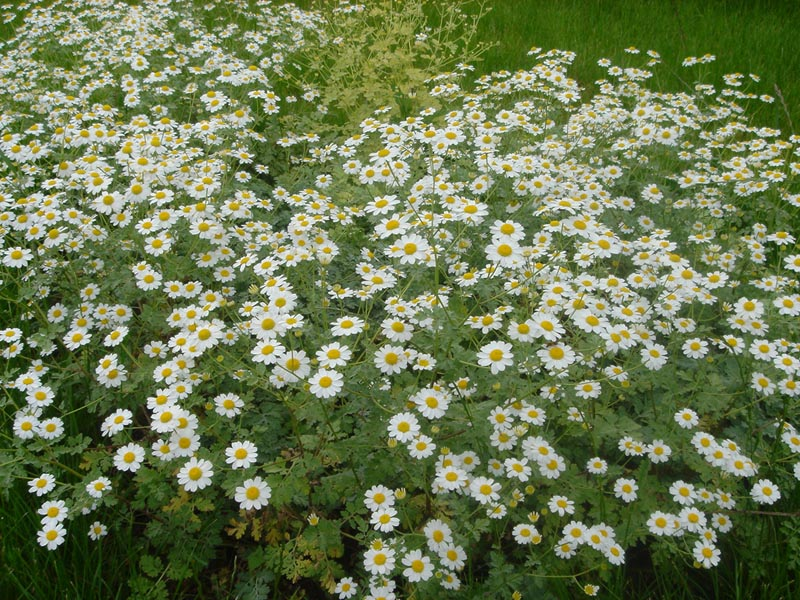
Tanacetum niveum
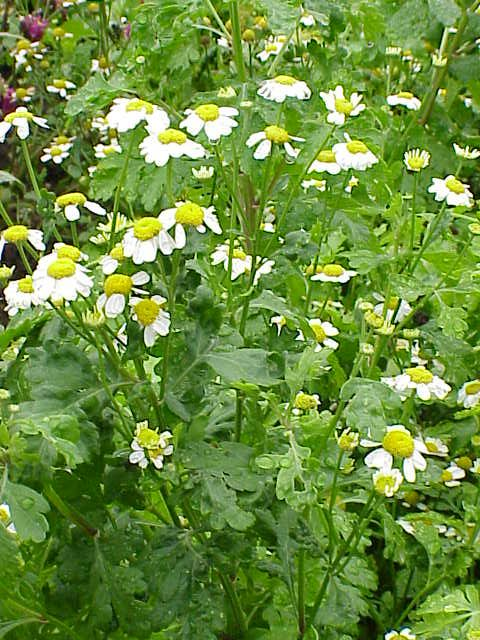
Tanacetum parthenium
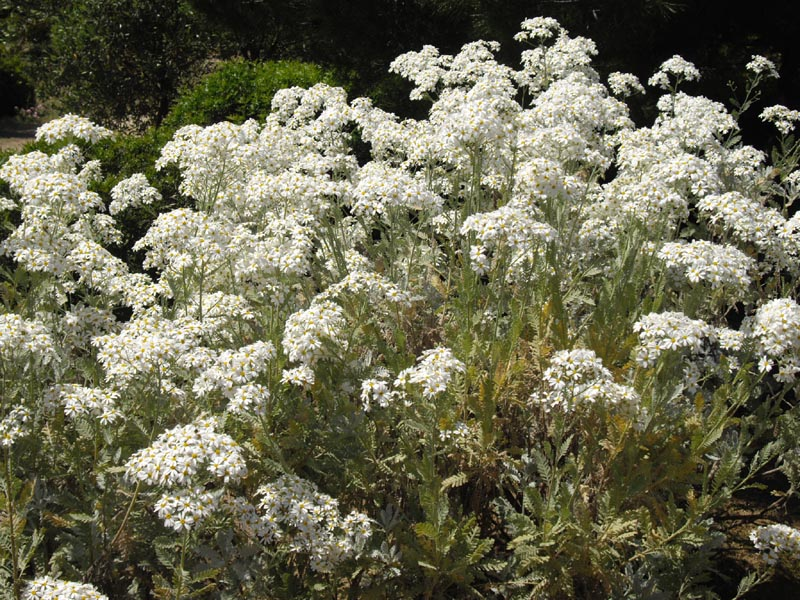
Tanacetum ptarmiciflorum
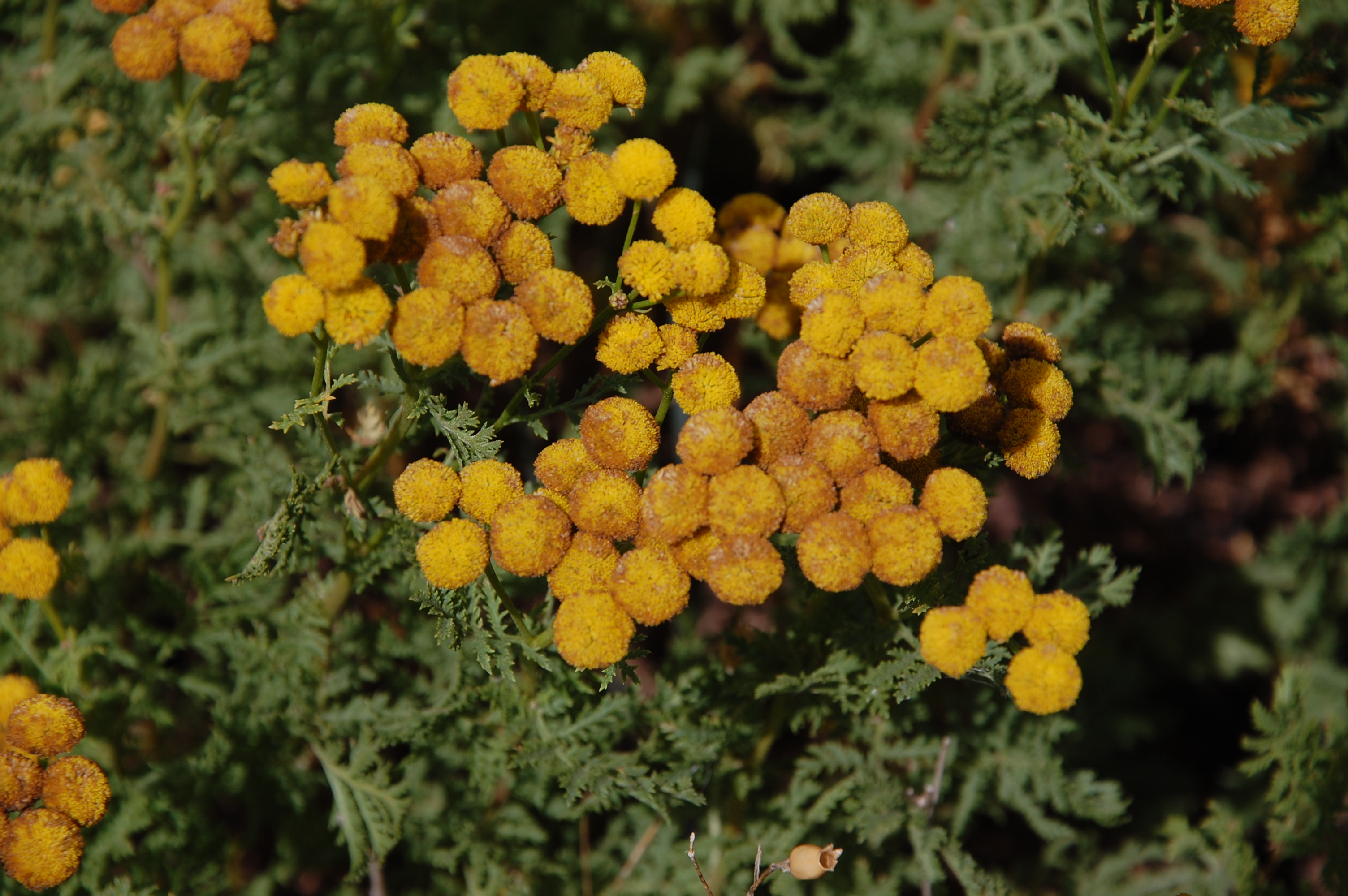
Tanacetum siculum
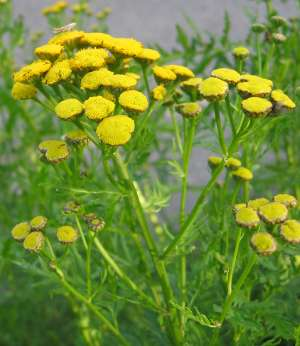
Tanacetum vulgare

## Classificação do gênero
| Sistema | Classificação                               | Referência               |
| ------- | ------------------------------------------- | ------------------------ |
| Linné   | Classe Syngenesia, ordem Polygamia aequalis | Species plantarum (1753) |

1. ↑  «Tanacetum — World Flora Online». www.worldfloraonline.org. Consultado em 19 de agosto de 2020
2. ↑  «Tanacetum - FNA». floranorthamerica.org. Consultado em 10 de abril de 2023
3. ↑  «Athanasia». Collins' Dictionary
4. ↑  «Page T». www.calflora.net. Consultado em 10 de abril de 2023